# Rhyacophila cornuta
Rhyacophila cornuta is een schietmot uit de familie Rhyacophilidae. De soort komt voor in het Oriëntaals gebied.